# Denticollis
Denticollis là một chi bọ cánh cứng trong họ 
Elateridae.
Chi này được miêu tả khoa học năm 1783 bởi Piller & Mitterpacher.

## Các loài
Các loài trong chi này gồm:
- Denticollis acutangulus (J. R. Sahlberg, 1903)
- Denticollis acuticollis (Motschulsky, 1860)
- Denticollis borealis (Paykull, 1800)
- Denticollis caucasicola (Roubal, 1914)
- Denticollis cinctus (Candèze, 1863)
- Denticollis davidis (Fairmaire, 1889)
- Denticollis denticornis (Kirby, 1837)
- Denticollis dilutiangulus (Motschulsky, 1860)
- Denticollis erebus Gurjeva, 1987
- Denticollis flabellatus (Reitter, 1906)
- Denticollis flavipes (Germar, 1846)
- Denticollis formosus Gurjeva, 1987
- Denticollis funiushanensis Schimmel, 2006
- Denticollis hubeiensis Schimmel, 2006
- Denticollis inaequalis (Candèze, 1879)
- Denticollis interpositus Roubal, 1941
- Denticollis jacobsoni Reitter, 1903
- Denticollis juizhaigouensis Schimmel, 2006
- Denticollis korbi (Pic, 1904)
- Denticollis krali Schimmel, 2006
- Denticollis linearis (Linnaeus, 1758)
- Denticollis miniatus (Candèze, 1885)
- Denticollis mongolicus (Motschulsky, 1860)
- Denticollis moundaldaui Miwa, 1931
- Denticollis mulinziensis Schimmel, 2006
- Denticollis multiimpressus (Pic, 1930)
- Denticollis nigricollis (Gebler, 1830)
- Denticollis nipponensis Ôhira, 1973
- Denticollis parallelicollis (Aubé, 1850)
- Denticollis pectinatus (Reitter, 1906)
- Denticollis puerilis Miwa, 1931
- Denticollis rubens Piller & Mitterpacher, 1783
- Denticollis sabdensis Schimmel, 2006
- Denticollis shirozui Ôhira, 1963
- Denticollis turnai Schimmel, 2006
- Denticollis varians (Germar, 1846)
- Denticollis versicolor (Lewis, 1894)
- Denticollis yasumii Ôhira, 1993

## Hình ảnh

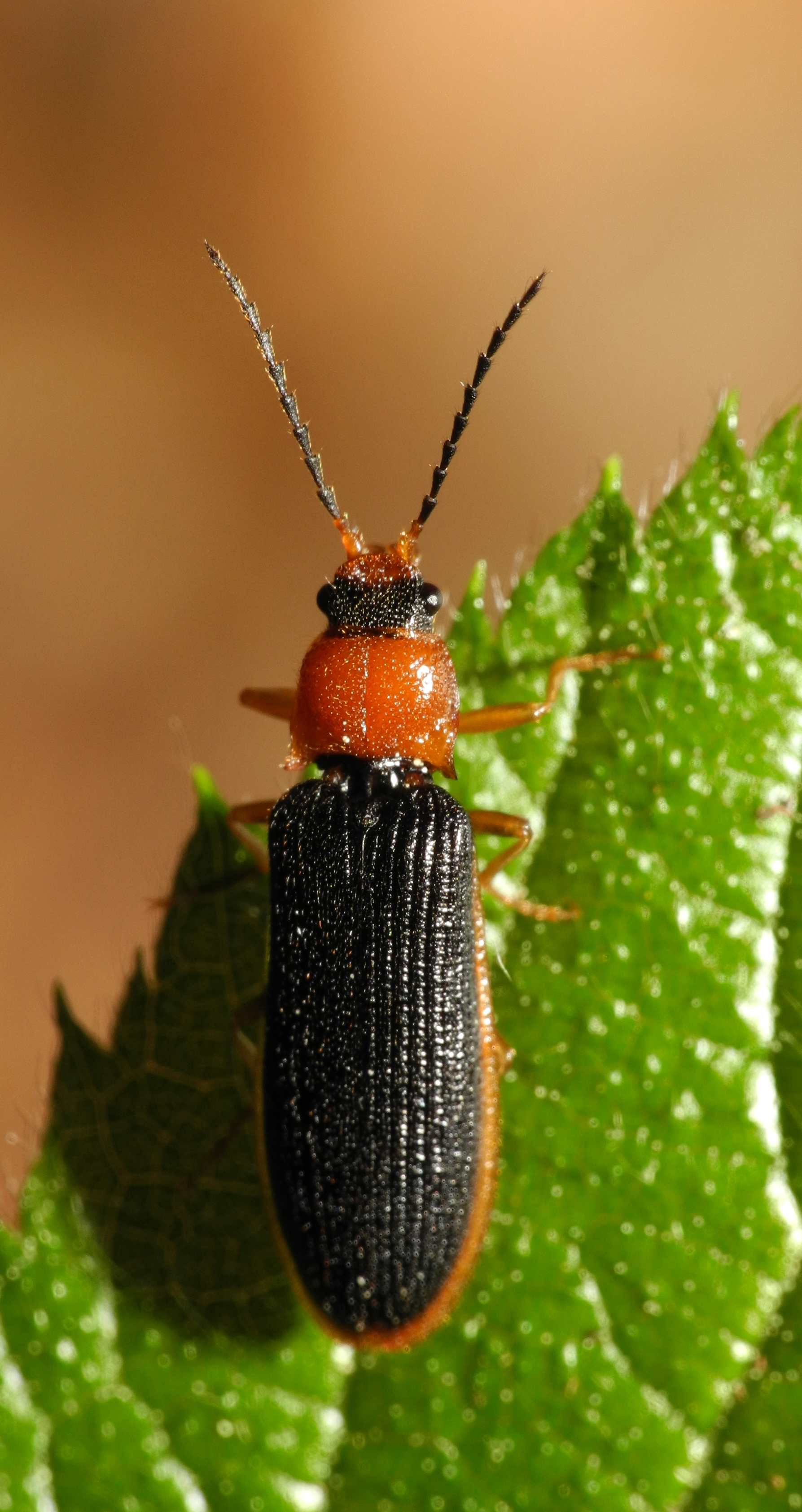
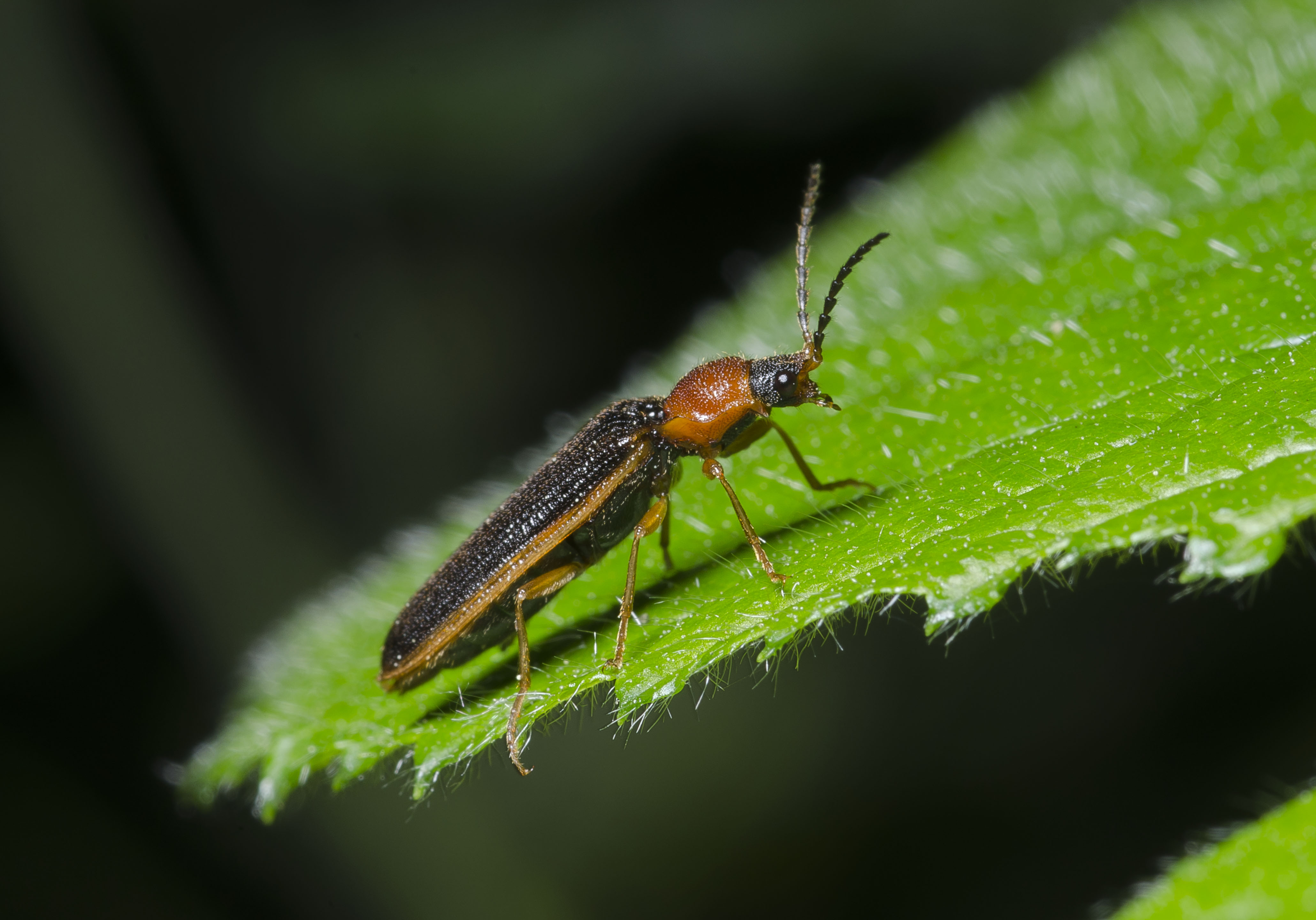